# Confusión de confusiones
Confusión de confusiones es una obra escrita en 1688 por Joseph de la Vega, un comerciante, escritor y pensador judío nacido en España y radicado en los Países Bajos. Este libro es considerado el primer tratado conocido sobre el mercado de valores y una de las obras fundacionales de la literatura financiera.
Escrito en forma de diálogo entre tres personajes—un filósofo agudo, un mercader discreto y un accionista erudito—el texto explora el mundo de la Bolsa de Ámsterdam, la primera bolsa moderna del mundo.

## Contexto histórico
A finales del siglo XVII, Ámsterdam era una ciudad clave para el comercio global. La Compañía Neerlandesa de las Indias Orientales (VOC) había introducido un modelo innovador: acciones que podían comprarse y venderse libremente. Así nació un mercado secundario de valores que atrajo a comerciantes, inversores y especuladores.
Joseph de la Vega, observador atento de este entorno, quiso explicar, criticar y reflexionar sobre el comportamiento de los participantes del mercado bursátil.

## Estructura y estilo
La obra está escrita como una serie de diálogos satíricos entre tres personajes con visiones muy distintas:
- El filósofo agudo, que representa la razón y la búsqueda de sabiduría.
- El mercader discreto, que aporta la experiencia práctica y moderación.
- El accionista erudito, que representa al especulador entusiasta, lleno de conocimientos, pero a menudo guiado por la emoción.

El uso del diálogo permite a De la Vega mostrar distintas posturas sobre la inversión y la especulación, al tiempo que introduce al lector en el funcionamiento real de la Bolsa.

## Temas principales

### La volatilidad del mercado
Una de las ideas centrales del libro es que el mercado de acciones está lleno de confusión e imprevisibilidad. De ahí el título. Los precios suben y bajan por razones que muchas veces no tienen lógica. La especulación puede llevar a ganancias rápidas, pero también a pérdidas inesperadas.
“La Bolsa es un mar lleno de monstruos y maravillas.”

### El comportamiento humano
De la Vega observa que en el mercado no siempre mandan la razón ni el cálculo. Muchas decisiones se toman por miedo, codicia o entusiasmo colectivo, lo que hoy llamaríamos "comportamiento irracional del inversor".

### La crítica moral
Aunque De la Vega no condena el mercado en sí, sí critica los abusos y engaños que allí ocurren. Habla de rumores falsos, manipulaciones y movimientos impulsivos. También critica a los que invierten sin conocer realmente lo que están haciendo.

### La información como poder
En el libro se sugiere que quien tiene mejor información, o sabe interpretarla con más astucia, puede sacar ventaja. Esto muestra un temprano reconocimiento de la asimetría de información en los mercados financieros.

## Importancia y legado
Confusión de confusiones no solo describe un fenómeno económico; también ofrece una reflexión filosófica sobre el valor, el riesgo y la naturaleza humana. Su lenguaje es elegante, a veces humorístico, y está lleno de metáforas y referencias clásicas.
Esta obra sigue siendo citada en cursos de historia financiera y en análisis de los mercados bursátiles. En el siglo XXI, su relevancia se mantiene porque los comportamientos que describe—especulación, burbujas, pánico—no han desaparecido.